# Ferrari Testarossa
Ferrari Testarossa är en bil som presenterades 1984 som efterträdare till Berlinetta Boxer. Den var främst riktad mot konkurrenter som Porsche 911 Turbo och Lamborghini Countach. Namnet anknyter till Ferraris tävlingsbil 250 Testa Rossa som var mycket framgångsrik under 1950-talet.

## Historia

### Testarossa
Under Testarossan elvaåriga liv gjordes ett antal förändringar. Efter ett par år omplacerades den högt placerade backspegeln ned till sidorutorna. De centrumbultade fälgarna ersattes 1988 med vanliga fembultade fälgar. 
Produktionen uppgick till 7 177 exemplar.

### 512TR
År 1991 kom andra generationens Testarossa, 512 TR. Förändringar var bland annat en ny front, stolar, förstärkt golv, ändrad motorhuv mm. Dessutom hade den högre effekt tack vare modifierat insug- och avgassystem, 10.1:1 kompression, större ventiler och ny motorstyrning från Bosch. 
Produktionen uppgick till 2 280 exemplar.

### F512M
År 1995 ersattes 512 TR av F512 M. Fronten fick drag av Ferrari F355, aktern fick dubbla runda bakljus och popup-lamporna ersattes med fasta strålkastare under lexanglas. År 1996 efterträddes F512 M av Ferrari 550 Maranello.
Produktionen uppgick till 500 exemplar.

## Design
Testarossans design ritad av Pininfarina var, och är fortfarande, mycket djärv. Speciellt utmärkande är de så kallade "gälarna" på sidorna som blev en stor trend bland 1980-talets bilbyggare. Karossen vilar på ett rörramschassi, och är till större delen uppbyggd av aluminium, undantaget dörrar och tak som tillverkades av stål.

## Drivlina
Motorn är en platt (180 grader) 12-cylindrig V-motor (ofta felaktig kallad boxermotor, vilket den inte är eftersom kolvarna inte arbetar i mottakt) på ca 5 liter med fyrventilsteknik placerad i mitten av bilen. Den platta motorn gör att vikten placeras lågt, men bidrar även till att Testarossan är betydligt bredare baktill än framtill. Den femväxlade växellådan är placerad snett under motorn. Testarossan accelererar 0–100 km/h på cirka fem sekunder och har en toppfart runt 290 km/h.
| Modell     | Motor                      | Cylindervolym | Effekt | Bränsle                  |
| ---------- | -------------------------- | ------------- | ------ | ------------------------ |
| Testarossa | 12-cyl 180 gr V-motor dohc | 4942 cm³      | 390 hk | Bosch bränsleinsprutning |
| 512TR      | 12-cyl 180 gr V-motor dohc | 4942 cm³      | 428 hk | Bosch bränsleinsprutning |
| F512M      | 12-cyl 180 gr V-motor dohc | 4942 cm³      | 440 hk | Bosch bränsleinsprutning |

## Olika versioner
- USA-modellen har färre hästkrafter och därmed sämre prestanda än den europeiska versionen på grund av amerikanska avgaskrav.
- Det finns två olika varianter av blinkers fram, en i vilken övre raden är helt orange, en annan i vilken endast yttre delen är orange.
- De första modellerna hade en enkel backspegel, senare modeller har två backspeglar mer konventionellt utplacerade.
- Två olika bakre stötfångare förekommer.
- USA-modellen skiljer sig utseendemässigt från den europeiska bland annat genom rektangulära reflexer på fram- och bakskärm samt högt monterat bromsljus i "puckeln" på motorhuven.
- En cabrioletprototyp byggdes av Ferrari men kom aldrig i produktion. Straman är ett av de företag som konverterat Testarossor.

## Media
- En vit Testarossa ersatte Sonny Crockets svarta Daytona Spyder som tjänstebil från och med tredje säsongen av Miami Vice. Rykten säger att Ferrari gjorde detta då Daytonan egentligen var en replika byggd på en Chevrolet Corvette av McBurnie.
- I Segas arkadspel OutRun kör man en röd Testarossa Spyder.

## Bilder

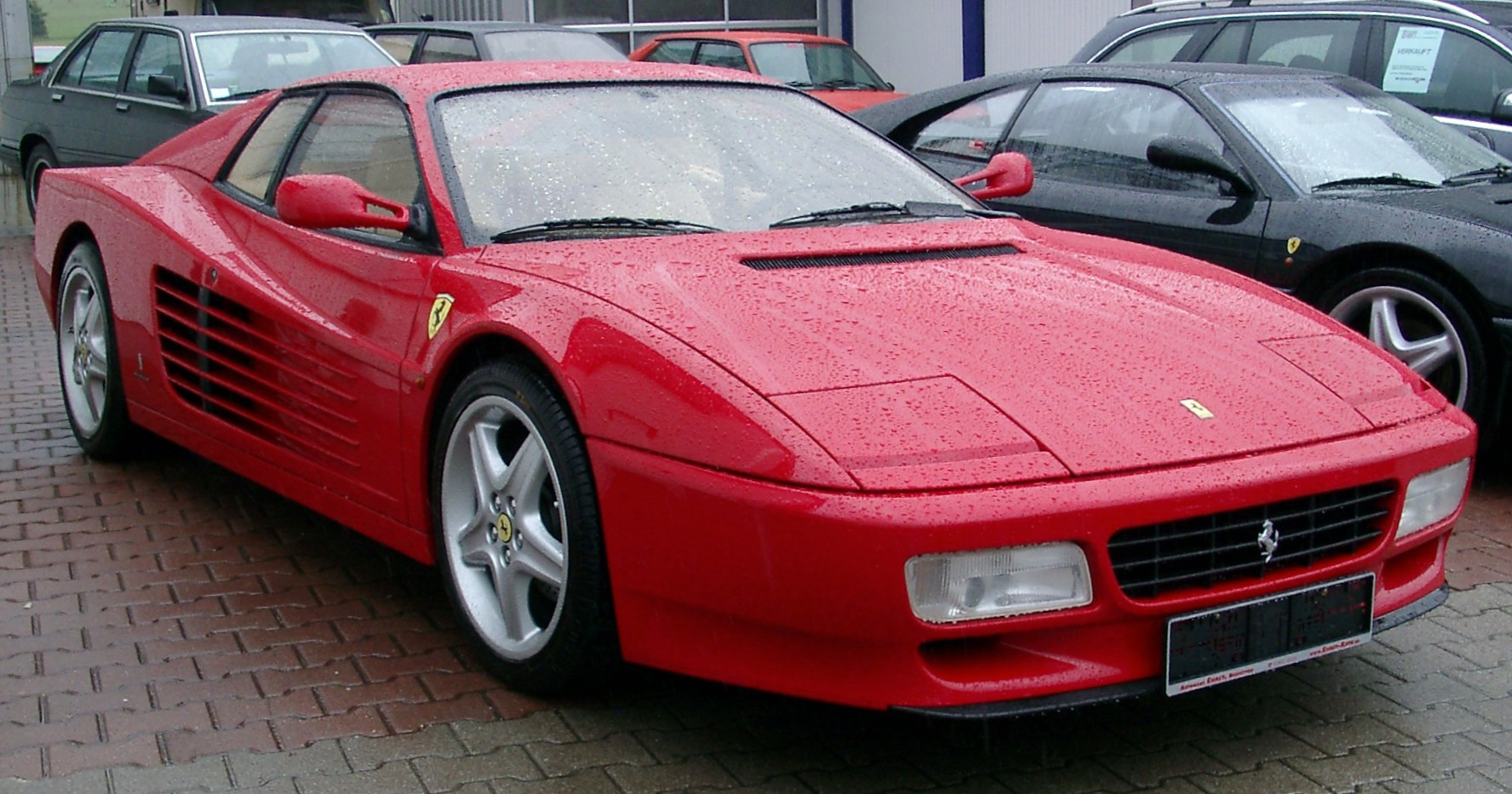
Ferrari 512TR
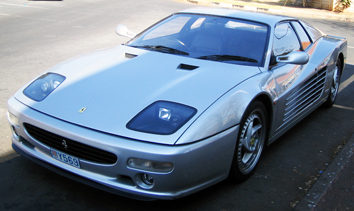
Ferrari F512M